# Santa Tecla FC
Santa Tecla Fútbol Club – salwadorski klub piłkarski z siedzibą w mieście Santa Tecla, stolicy departamentu La Libertad. Występuje w rozgrywkach Liga de Ascenso. Domowe mecze rozgrywa na obiekcie Estadio Las Delicias.

## Osiągnięcia

### Krajowe
- Primera División

| zwycięstwo (4):     | 2015 (C), 2016 (A), 2017 (C), 2018 (A) |
| drugie miejsce (2): | 2017 (A), 2018 (C)                     |

- Copa El Salvador

| zwycięstwo (2):     | 2017, 2019 |
| drugie miejsce (0): | –          |

- Campeón de Campeones

| zwycięstwo (0):     | –    |
| drugie miejsce (1): | 2019 |

- Supercopa de El Salvador

| zwycięstwo (0):     | –    |
| drugie miejsce (1): | 2019 |

## Historia
Klub powstał z inicjatywy burmistrza miasta Santa Tecla – Óscara Ortiza i lokalnych przedsiębiorców, którzy na licencji drugoligowego zespołu Telecom FC założyli w styczniu 2007 własną drużynę. Tym samym został pierwszą profesjonalną ekipą piłkarską w mieście od rozwiązania klubu CD Quequeisque w 1968 roku. Przez kilka kolejnych lat zespół pełnił czołową rolę w drugiej lidze salwadorskiej, trzykrotnie docierając do finału rozgrywek (w sezonach Clausura 2008, Apertura 2008 oraz Apertura 2009). Rozgrywki Liga de Ascenso wygrał natomiast w wiosennym sezonie Clausura 2012 po pokonaniu w finale ekipy CD Brasilia (2:1). Tydzień później w spotkaniu barażowym o awans do najwyższej klasy rozgrywkowej prowadzeni przez Edgara Henríqueza zawodnicy Santa Tecla pokonali klub CD Titán (2:1), zdobywając promocję do pierwszej ligi.
W pierwszej lidze drużyna Santa Tecla zadebiutowała 14 lipca 2012, remisując 2:2 z Isidro Metapán na Estadio Las Delicias. Przez kolejne dwa lata zespół plasował się głównie w środkowej części tabeli, zaś poważniejsze sukcesy zaczął odnosić dopiero po ponownym przyjściu do klubu argentyńskiego trenera Osvaldo Escudero. Pod jego wodzą w jesiennym sezonie Apertura 2014 klub zajął pierwsze miejsce w tabeli, z decydującej o mistrzostwie fazie play-off odpadając w półfinale. Jeszcze bardziej udany okazał się kolejny, wiosenny sezon Clausura 2015; po zajęciu trzeciego miejsca w tabeli ekipa Santa Tecla ponownie awansowała do fazy play-off, pokonując w derbowym, półfinałowym dwumeczu ekipę Juventud Independiente (3:3, 3:1). W finale podopieczni Escudero niespodziewanie zwyciężyli w serii rzutów karnych ze znacznie popularniejszym i faworyzowanym Isidro Metapán (1:1, 3:1 k.), zdobywając pierwsze w historii mistrzostwo Salwadoru.
Dzięki zdobyciu tytułu mistrzowskiego klub po raz pierwszy w historii dostał się do rozgrywek międzynarodowych, kwalifikując się do Ligi Mistrzów CONCACAF. Odpadł z niej jednak już w fazie grupowej, zajmując ostatnie miejsce.

## Trenerzy
- Armando Contreras (2007)
- Jorge Alberto Pérez (2008–2009)
- Leonel Cárcamo (2009–2010)
- Efrén Marenco (2010)
- Armando Contreras (2010)
- Jorge Búcaro (2010)
- Rubén Alonso (2011)
- Edgar Henríquez (2011–2012)
- Osvaldo Escudero (2012)
- Guillermo Rivera (2012)
- William Renderos Iraheta (2013)
- Edgar Henríquez (2013–2014)
- Osvaldo Escudero (2014–2016)
- Ernesto Corti (2016–2017)
- Rubén da Silva (2018)
- Cristian Díaz (2018–2019)
- Rodolfo Góchez (2019)
- Sebastián Abreu (2019)
- Rodolfo Góchez (2019)
- Leonel Cárcamo (2019)
- Marco Sánchez Yacuta (2019)
- Osvaldo Escudero (2020)
- Juan Andrés Sarulyte (2020)
- Jaime Medina (2020)
- Rubén da Silva (2021)
- Rodolfo Góchez (2021)
- Daniel Bartolotta (2022)
- Leonel Cárcamo (2022)
- Ernesto Corti (2022–2023)
- Francisco Medrano (2023)
- Juan Ramón Sánchez (od 2023)